# Боин дел
Боин дел (на сръбски: Бојин Дел или Bojin Del) е село в Югоизточна Сърбия, Пчински окръг, Град Враня, община Враня.

## География
Селото се намира в полупланински район. Разположено е в североизточното подножие на планината Плячковица. По своя план е пръснат тип селище съставено от махали. Отстои на 10,5 км североизточно от окръжния и общински център Враня, на 2,5 км северно от село Клашнице, на 3,3 км северозападно от село Струганица и на 3,5 км югозападно от село Тесовище.

## История
По време на Първата световна война селото е във военновременните граници на Царство България, като административно е част от Вранска околия на Врански окръг.

## Население
Според преброяването на населението от 2011 г. селото има 56 жители.

### Етнически състав
Данните за етническия състав на населението са от преброяването през 2002 г.
- сърби – 87 жители (100%)